# 터치 미 (아케이드 게임)

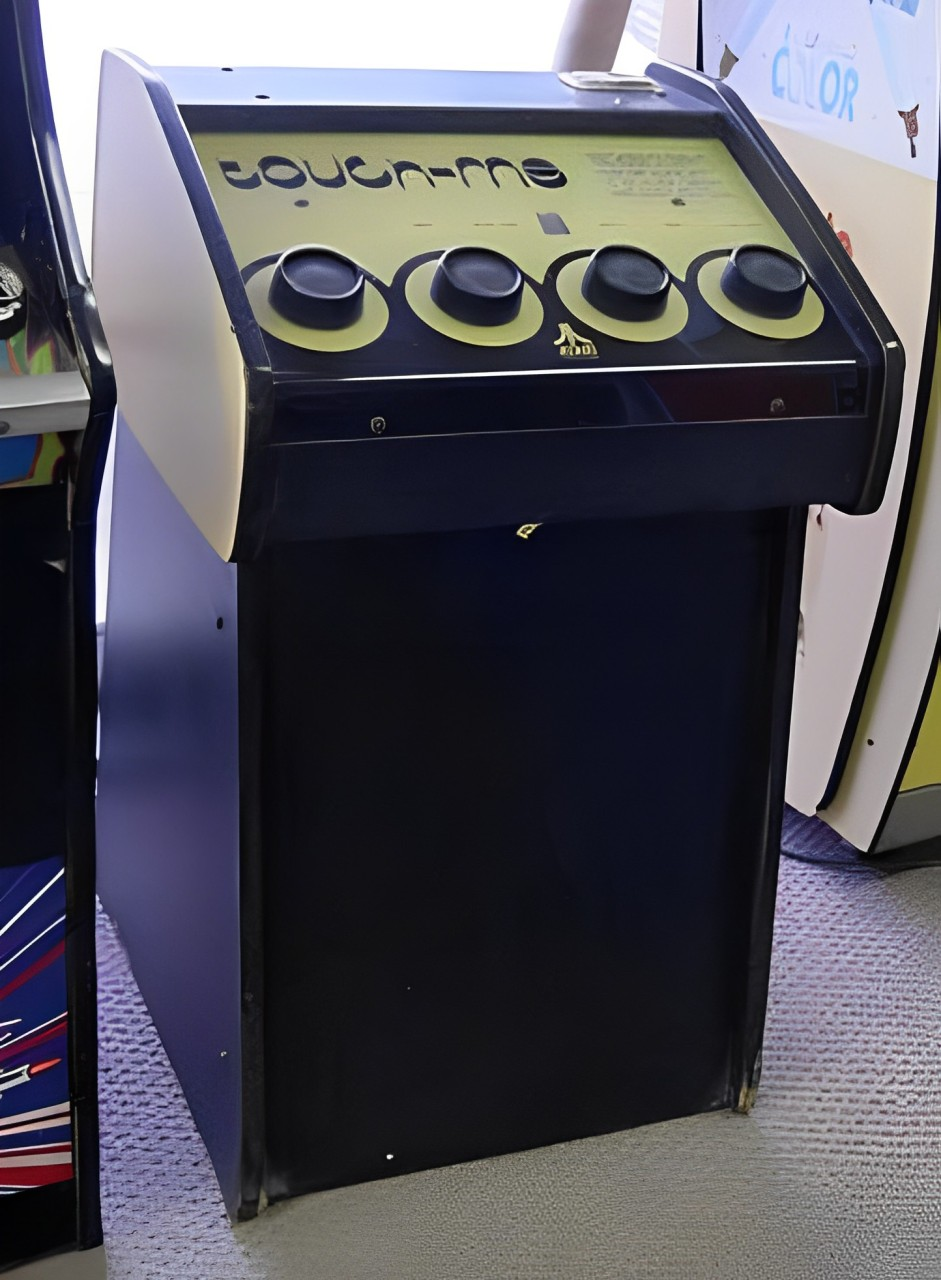
오리지널 버전

아타리 터치 미(Touch Me)는 아타리가 1974년에 출시한 아케이드 게임이다. 가라사데와 비슷한 게임이며, 1978년에 휴대용 게임기(전자 게임기)로 출시되었다. 불이 들어오고 소리가 나는 일련의 버튼을 터치하는 "Simon Says"와 유사한 게임이라고 설명할 수 있다. 플레이어는 깜박이는 전등의 순서를 관찰하고 발생한 것과 동일한 순서로 순서를 다시 반복해야 한다. 이 작업이 끝날 때마다 게임은 추가 버튼이 추가된 또 다른 시퀀스를 생성한다. 이 과정은 반복되며 디지털 점수 창에는 플레이어가 올바르게 반복하는 사운드 시퀀스의 총 개수가 표시된다. 게임은 버튼의 최대 순서에 도달하거나 사용자가 실수할 때까지 계속된다.